# Oostelijke modderschildpad
De oostelijke modderschildpad (Kinosternon subrubrum) is een schildpad uit de familie modder- en muskusschildpadden (Kinosternidae).
De soort werd voor het eerst wetenschappelijk beschreven door John Lawrence LeConte in 1854. Ook werd de wetenschappelijke naam Testudo subrubra gebruikt.

## Uiterlijke kenmerken
Het buikschild kan overdwars scharnieren tussen het voorste en achterste gedeelte, omdat zich daar een elastische band bevindt.

## Verspreiding en leefgebied
De schildpad komt voor in delen van Noord-Amerika en is endemisch in de Verenigde Staten. De schildpad komt voor in 23 verschillende staten. Er worden drie ondersoorten erkend die voornamelijk verschillen in uiterlijk en verspreidingsgebied:
- Ondersoort Kinosternon subrubrum subrubrum
- Ondersoort Kinosternon subrubrum hippocrepis
- Ondersoort Kinosternon subrubrum steindachneri